# قنجر ويلسوني
قنجر ويلسوني (الاسم العلمي: Conger wilsoni) (بالإنجليزية: Cape conger)‏ هو نوع من الأسماك يتبع جنس القنجر من الفصيلة القنجرية.